# Jacques Ozanam
Jacques Ozanam (Sainte-Olive, 1640. június 16. – Párizs, 1717. április 3.) francia matematikus.

## Élete
Gazdag katolikus családban született, amelyről a családi hagyomány úgy tartja, hogy eredetileg zsidó származásúak, és 607-ben Szent Didier keresztelte meg őket. Apja kívánságára teológiát kezdett tanulni, de a matematika jobban vonzotta. Apja halála után abbahagyta a teológiai tanulmányait és Lyonban ingyenes matematikaórákat adott. Később, mivel a családi örökség egyedül a bátyjára maradt, elfogadta a fizetséget.
1670-ben kiadta trigonometriai és logaritmustáblázatait, amelyek pontosabbak voltak, mint az akkor létező Adriaan Vlacq-, Pitiscus- illetve Henry Briggs-félék. Egy jótékony cselekedete felhívta magára Henri d'Aguesseau figyelmét, aki meghívta, hogy költözzön Párizsba. Ott több éven át bőségben és nyugodtan élt. Megnősült, nagy családja lett, és a magánórákból elégséges jövedelme volt.
Számos matematikai kiadványa jó fogadtatásra talált. A Les six livres de l'Arithmétique de Diophante augmentés et réduits à la spécieuse című kiérdemelte Leibniz dicséretét. Ozanamot 1701-ben a Francia Tudományos Akadémia tagjává választották.

## Művei

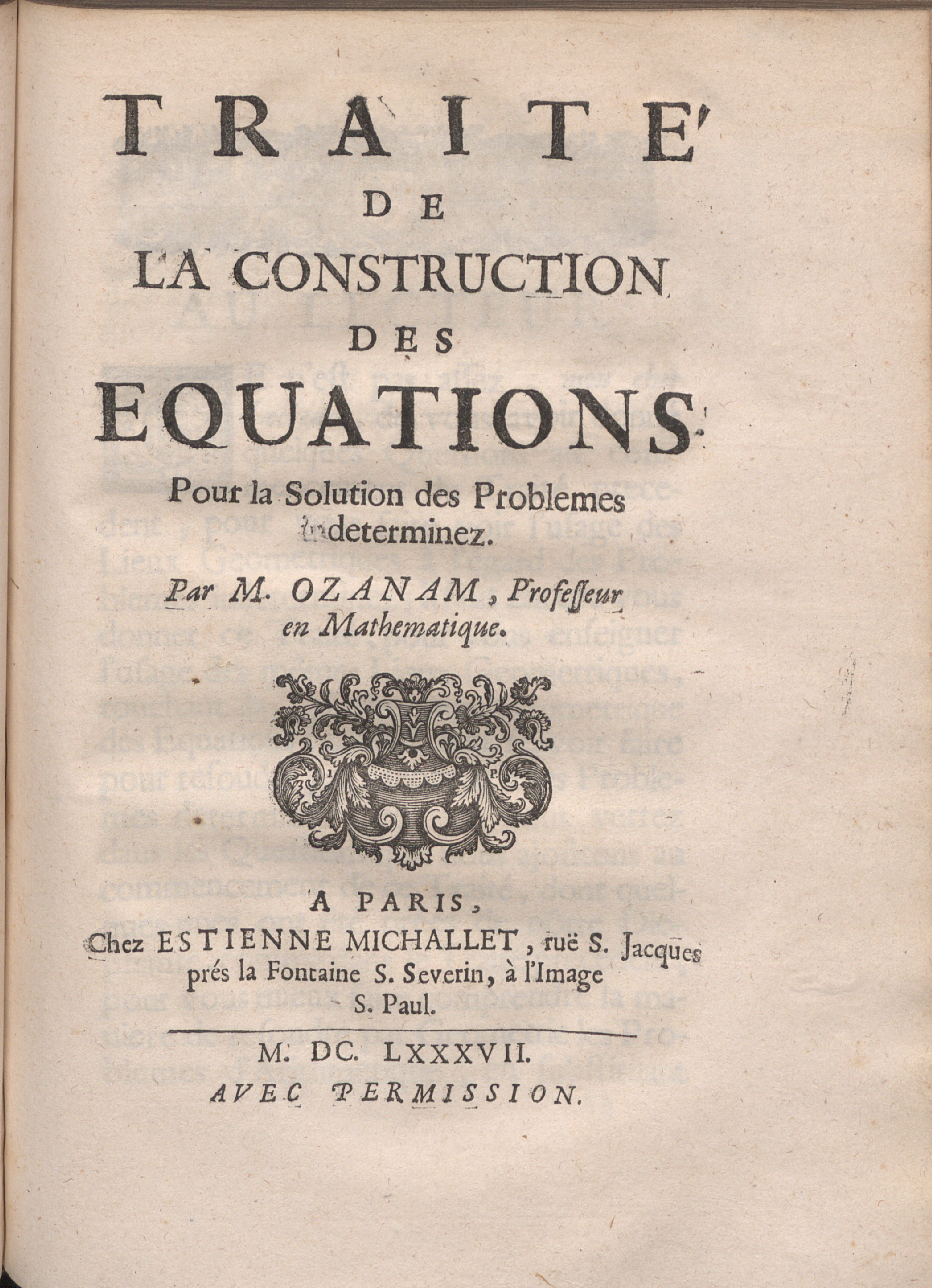
Traité de la construction des équations pour la solution des problèmes indéterminés, 1687

- Tables des Sinus, Tangentes et Sécantes et des Logarithmes de sinus et des tangentes ; et des nombres depuis l’unité jusques à 10000. Avec un traité de Trigonométrie par de nouvelles Démonstrations & des Pratiques très-faciles, Chez l’Auteur et Estienne Michallet, Paris, 1685 ; Ch. A. Jombert, 1741.
- Traité des lignes du premier genre, expliquées par une méthode nouvelle et facile. Traité de la construction des équations, pour la solution des problèmes indéterminés. Traité des lieux géométriques expliqués par une méthode courte et facile, Paris, Michallet, 1687.
- L'Usage du Compas de Proportion expliqué et démontré d'une manière courte et facile et augmenté d'un Traité de la division des Champs, Étienne Michallet, 1688 ; Jombert, 1769. * Méthode de Lever les Plans et les Cartes de terre et de Mer, avec toutes sortes d'Instruments, & sans Instruments. La description & l'usage de ces Instruments, qui sont le Demi-cercle, la Planchette de diverses façons, la Boussole, l'Instrument universel, & le Recipiangle. Et la manière de faire les remarques des marées courants, écueils, &c. & de lever les Plans des Villes ennemies, Paris, Michallet, 1693 ; Paris, Claude Jombert, 1716.
- Récréations mathématiques et physiques, qui contiennent plusieurs problèmes d'arithmétique, de géométrie, de musique, d'optique, de gnomonique, de cosmographie, de mécanique, de pyrotechnique, & de physique. Avec un traité des horloges élémentaires, 1ère édition, Paris, Jombert, 1694 ; 2e édition, 2 volumes, Jombert, 1725 ; Jombert, 1735 ; nouvelle édition, rev., corr. & augm., 4 volumes, Paris, Jacques Rollin, 1750 ; Firmin-Didot, 1790.
- Cours de mathématique, qui comprend toutes les parties les plus utiles & les plus nécessaires à un homme de guerre, & à tous ceux qui se veulent perfectionner dans cette science, 5 volumes, Paris, Jean Jombert, 1697.
- Méthode facile pour arpenter ou mesurer toutes sortes de superficies, et pour toiser exactement la maçonnerie, les vidanges des terres, & tous les autres corps, dont on peut avoir besoin dans la pratique ; avec le toise du bois de charpente selon la Coutume de Paris, & un traité de la séparation des terres, Paris, Jombert, 1699 ; 1725 ; 1747.
- La Fortification Régulière Et Irrégulière Qui Comprend la Construction L'attaque & la Défense de Toutes Sortes de Places, Claude Jombert, 1711.
- La Perspective Théorique et Pratique, où l’on enseigne la manière de mettre toutes sortes d’objets en perspective, tirée du Cours de Mathématique. Paris, Claude Jombert, 1711
- Les éléments d'Euclide du R. P. Dechalles, de la compagnie de Jésus ; et de M. Ozanam, de l'académie des sciences. Demontres d'une manière nouvelle & facile, & augmentes d'un grand nombre de propositions & d'usages, & d'un traite complet des rapports, Jombert, 1735 ; 1753.
- La gnomonique, ou l'on donne par un principe général la manière de faire des cadrans sur toutes sortes de surfaces, & d'y tracer les heures astronomiques, babyloniennes & italiques, les arcs des signes, les cercles des hauteurs, les verticaux & les autres cercles de la sphère, Paris, Quay des Augustins, chez Charles-Antoine Jombert, 1746.

## Fordítás
- Ez a szócikk részben vagy egészben  a   Jacques Ozanam című francia Wikipédia-szócikk ezen változatának fordításán alapul.  Az eredeti cikk szerkesztőit annak laptörténete sorolja fel. Ez a jelzés csupán a megfogalmazás eredetét és a szerzői jogokat jelzi, nem szolgál a cikkben szereplő információk forrásmegjelöléseként.